# Massàlia
Massàlia (en llatí Massalia o Massilia, en grec antic Μασσαλία, gentilici Μασσαλιώτης 'massaliotes') era una ciutat grega de la Gàl·lia Narbonense a la banda est del Roine. El nom grec és Massàlia però els romans el van corrompre cap a Massilia i que va evolucionar cap a Marsilia, en provençal era Marsillo, paraula que es va convertir en Marsella des de l'edat mitjana.

## Abans de la colonització
Claudi Ptolemeu diu que era la ciutat dels commoni (també anomenats segobriges) que vivien als territoris que anaven des de la ciutat a Forum Julii (Frejús). El país era pobre, però produïa bon vi i tenia bona pesca. Els habitants eren una barreja de celtes i lígurs. Hecateu, historiador grec del segle v aC explica que la ciutat era una possessió dels ligístics (Ligystice) celtes probablement els mateixos que els salis o sal·luvis, que Estrabó cita.

## Colonització
Els foceus van colonitzar la zona, segons Heròdot, que diu que van arribar a Ibèria i a Tartessos. El foceu Euxenos era amic de Nannus que era un cap d'aquella part del país. Nannus va convidar a la boda de la seva filla a Euxenos que casualment estava fent una visita comercial. El matrimoni es feia segons el costum, de manera que tots els solters es posaven en un lloc i la núvia havia de donar una copa de vi i aigua al pretendent que preferia, i al que li donava havia de ser el seu marit. I casualment, o per alguna raó desconeguda, l'elegit per la núvia, anomenada Petta, va ser Euxenos. El pare, que va considerar que l'elecció de la seva filla havia estat feta per voluntat d'una divinitat, va acceptar la tria. Euxenos va donar a Petta el nom grec d'Aristoxena. Afegeix que fins a l'època d'Aristòtil, hi havia a Massàlia una família anomenada Protiadae, perquè Protis era fill d'Euxenos i Aristoxena. Aquesta història d'Estrabó és una mica diferent en altres historiadors i Justí parla simplement del fet que els navegants foceus, que havien arribat al Tíber en temps de Tarquini Prisc, després havien seguit fins a la Gàl·lia, i quan van arribar a la desembocadura del Roine i els va agradar el lloc i van venir de Focea per fundar una colònia sota la direcció de Simos i Protis. També Plutarc esmenta un Protos com el fundador de Massàlia. Diu que Simos i Protis van negociar amb Nannus, rei dels segobriges (segobrii o segobrigii), ja que buscaven un lloc per construir una ciutat. Nannus, enfeinat en organitzar el casament de la seva filla, els va convidar a la boda per cortesia. Aquesta filla que Plutarc anomena Cyptis, va donar la copa (d'aigua) a Protis. Els grecs van fundar llavors Massàlia i després altres ciutats que sovint van lluitar contra els lígurs. La data de fundació és al voltant de l'any 600 aC, com que al llibre Iambes al Rei Nicomedes es situa la fundació a cent-vint anys abans de la batalla de Marató.
Estrabó explica una història que diu que venia de molt antic, i diu que un oracle va demanar als foceus abans que sortissin cap a la Gàl·lia que cerquessin la guia d'Àrtemis, la divinitat d'Efes. Van anar a Efes per preguntar a la deessa com havien d'obeir l'ordre oracular. La deessa va aparèixer en un somni a Aristarca, una dona noble de la ciutat, i li va demanar que s'unís a l'expedició i que s'emportés una estàtua (xóanon) del temple. Aristarca es va embarcar amb els foceus, i al fundar la ciutat van erigir un temple a Àrtemis i de sacerdotessa van nomenar Aristarca. A totes les colònies que van fundar, els massaliotes van instaurar el culte d'Àrtemis i hi col·locaven imatges fetes a semblança de l'estàtua de fusta que havien portat d'Efes. Van instituir també els mateixos rituals d'adoració que a la ciutat mare.
Segons l'historiador Justí, els colons foceus van introduir alguns cultius, van construir muralles i camins, van establir lleis i van ensenyar als gals a podar la vinya i plantar l'olivera. A la mort de Nannus el va succeir el seu fill Comanus que va voler apoderar-se la ciutat. Durant unes festes va introduir gent fidel a l'interior amb l'ordre d'obrir les portes a la nit quan els massaliotes cansats de la festa i beguts, dormien. Però una dona de la cort de Comanus que tenia per nuvi un grec va descobrir el pla. El grec va avisar als magistrats de la ciutat i els massaliotes van passar a l'atac, van treure als lígurs dels seus amagatalls i en van matar uns set mil, entre els el rei, quan no s'ho esperaven. A partir d'aquest moment els massaliotes tancaven les portes els dies de festa i vigilaven molt de prop tots els forasters. Titus Livi diu que els foceus van fundar Massàlia quan Bel·lovès es preparava per envair Itàlia, però això és una llegenda.
Quan Cir II el Gran de Pèrsia va sotmetre Jònia, una part dels ciutadans de Focea en van sortir, segons Heròdot, i dirigits per Creontiades es van establir a Alàlia a Còrsega on hi havia un establiment fundat feia uns vint anys. Expulsats de Còrsega pels etruscs es van establir segons Estrabó a Velia a Itàlia, però més probablement a Massàlia o a la rodalia. Tucídides esmenta que els foceus van derrotar els cartaginesos en una batalla naval mentre fundaven Massàlia i això podria haver passat en aquesta segona «fundació».

## Aliança amb Roma
Massàlia era una aliada romana. La tradició diu que quan els gals van ocupar Roma, els massaliotes van donar or i plata per pagar el rescat i van rebre a canvi l'exempció d'impostos (immunitas) i altres privilegis, cosa absurda, ja que Massàlia no pagava impostos a Roma, i els fets són en tot cas molt posteriors.
A la Segona Guerra Púnica Massàlia també va ser aliada dels romans i va donar assistència a Roma. L'any 208 aC van avisar a Roma de l'arribada d'Àsdrubal Barca a Ligúria. Després de la guerra els lígurs van atacar repetidament la ciutat i dependències i l'any 154 aC Massàlia va demanar ajut a Roma contra els oxibis (oxybii) i deciats (deceates), que van rebre ajuda dels sal·luvis, i el cònsol Quint Opimi va derrotar-los. Després de la victòria dels romans sobre els lígurs, els massaliotes van adquirir territoris lígurs. Després de la victòria de Gai Mari sobre els teutons a Aquae Sextiae l'any 102 aC, el comandant romà els va cedir el canal construït a l'est del Roine. Els massaliotes van ser lleials als romans en les seves campanyes a la Gàl·lia. Gneu Pompeu els va donar terres que havien estat dels volques arecòmics i dels helvis i Juli Cèsar els va fer noves donacions.
Quant Cèsar anava d'Itàlia a Hispània contra els legats de Pompeu, Massàlia li va tancar les portes amb l'excusa de què volia ser neutral però en realitat perquè era favorable a Pompeu. Davant les amenaces de Cèsar, el lloctinent de Pompeu, Luci Domici Aenobarb, va poder entrar a la ciutat i en va prendre el comandament.
Cèsar va deixar tres legions sota el comandament del seu legat Gai Treboni per assetjar Massàlia i va donar a Dècim Juni Brut Albí el comandament de dotze vaixells construïts a Arelate (Arle). Mentre Cèsar va ser a Hispània els massaliotes van arribar a tenir disset vaixells, i dels quals onze eren a punt i van ser equipats amb soldats lígurs, uns muntanyesos anomenats àlbics (albici) i van sortir a lliurar batalla amb Brutus, però van perdre hi van perdre nou vaixells.

## Incorporació a Roma
La ciutat va continuar resistint un temps però finalment es va rendir. La ciutat es va veure inclosa en la celebració del triomf de Cèsar. Va poder conservar l'estatus de ciutat lliure (Libera Civitas) que en la pràctica volia dir que no depenia dels governadors de Província, i conservava la seva pròpia legislació interna, però en la pràctica era sotmesa a Roma.

## Constitució i societat
Massàlia tenia una constitució aristocràtica amb un consell de sis-cents membres vitalicis anomenats Timucs (τιμοῦχοι) i un comitè executiu de quinze membres amb tres presidents que realment tenien el poder. Els timucs havien de ser ciutadans des d'almenys tres generacions i posseir un cert nivell de riquesa (el govern era, doncs, una timocràcia). Aquestes persones eren els «selecti et principes» semblants als romans optimates. El poble no tenia cap poder però el consell o bule s'anomenava «del poble» (demos); hi havia una divisió en phylae, que equivalia a les tribus romanes. L'entrada d'estrangers amb armes era prohibida. Els massaliotes tenien esclaus que era el nivell més baix de la població. El consell dels sis-cents va subsistir sota domini romà.

## Situació
Massàlia es va construir sobre un terreny rocós. Tenia el port sota una roca en forma d'amfiteatre orientada cap al sud. El port i la ciutat tenien fortes muralles, i la ciutat era extensa. A la ciutadella hi havia l'Efesium, i el temple d'Apol·lo Dèlfic, un santuari que tenien tots els pobles jonis. L'Efesium era el temple dedicat a l'Àrtemis d'Efes. Els massaliotes tenien caes flotants (νεώσοικοι) on hi havia també tallers d'armes (ὁπλοθήκη). En la seva època més pròspera, al port hi fondejaven moltes naus, i els magatzems eren plens d'armes i de municions tant per a la guerra naval com per al setge de ciutats. Així allunyaven els bàrbars i es van guanyar l'amistat dels romans, segons diu Estrabó. Cèsar, que coneixia bé el lloc, descriu Massàlia i diu que era banyada pel mar al llarg de tres costats. La quarta part era aquella que connectava la ciutat amb el continent. La part que ocupava la ciutadella era protegida per la naturalesa del terreny amb una vall molt profunda

## Colònies massaliotes
Els principals establiments dels massaliotes van ser:
- Tauroeis o Tauroentum, la primera, prop de la ciutat
- Olbia (Eoubes o Eoubo) a l'est de Massàlia
- Athenopolis a l'est de Massàlia
- Antipolis (Antibes) a l'est de Massàlia
- Nicaea (Niça) a l'est de Massàlia
- Illes Stoechades, Lero i Lerina.
- Agatha (Agde), a l'oest de Massàlia a la riba de l'Arauris (Herault)
- Rode (Roses) a l'Empordà, colònia ròdia que va passar a Massàlia més tard
- Emporiae (Empúries) a l'Empordà
- Hemeroscopium o Dianium (Dénia) al sud entre el Sucro (Xúquer) i Cartago Nova, capçalera d'altres colònies a la zona, de les quals la més al sud era Maenaca.[7]

Una ciutat massaliota no localitzada és Heraclea, a la costa de la Gàl·lia. Altres ciutats que haurien pogut crear són Arelate (Arle), Avenio (Avinyó) i Cabellio (Cavaillon), però sobre això hi ha seriosos dubtes.